# Taedong-gun
Taedong-gun (koreanska: 대동군) är en kommun i Nordkorea.   Den ligger i provinsen Södra P'yŏngan, i den sydvästra delen av landet, 18 km väster om huvudstaden Pyongyang.